# John McCracken Robinson

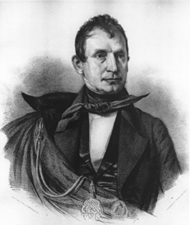
John McCracken Robinson

John McCracken Robinson (* 10. April 1794 bei Georgetown, Kentucky; † 25. April 1843 in Ottawa, Illinois) war ein US-amerikanischer Jurist und Politiker, der den Bundesstaat Illinois im US-Senat vertrat.
Nach dem Besuch der öffentlichen Schulen schloss John Robinson seine Ausbildung an der Transylvania University in Lexington ab. Im Anschluss studierte er Rechtswissenschaften, wurde Mitglied der Anwaltskammer und begann 1818 als Jurist in Carmi (Illinois) zu arbeiten. Höhepunkt seiner juristischen Laufbahn war die Berufung zum Richter am obersten Gerichtshof von Illinois. In der Staatsmiliz stieg er bis zum General auf.
Im Dezember 1830 wurde Robinson für die Demokraten in den US-Senat gewählt. Dort nahm er den Platz des verstorbenen John McLean ein, auf den zunächst der kommissarisch ernannte David J. Baker gefolgt war. 1835 entschied Robinson auch die Wiederwahl für sich, sodass er bis zum 3. März 1841 im Senat verblieb; bei der Wahl 1840 trat er nicht mehr an. Während seiner Zeit in Washington war er unter anderem Vorsitzender des Committee on Engrossed Bills, eines Vorläufers des Committee on Rules and Administration.
Robinson wurde im Jahr 1843 erneut beisitzender Richter am Supreme Court of Illinois, starb aber bereits zwei Monate nach seinem Amtsantritt.